# رایت ایم وینکل
رایت ایم وینکل (انگلیسی: Reit im Winkl) شهری در آلمان است که در بایرن واقع شده است. این شهر که ۲٬۶۲۹ نفر جمعیت دارد ۶۹۵ متر بالاتر از سطح دریا واقع شده است.